# Operación Isabella
La Operación Isabella fue un plan de la Alemania nazi durante la Segunda Guerra Mundial para ser ejecutado después del derrumbamiento de la Unión Soviética o después de cualquier desembarco británico en la región, para asegurar bases en España y Portugal, así como Dakar, principalmente para continuar la estrangulación de Gran Bretaña. Esta idea fue presentada por Adolf Hitler el 11 de mayo de 1941 en su directiva 32, pero nunca se ejecutó.
Isabella fue una versión temprana de un plan de invasión a menor escala, llamado Operación Ilona. Como la relacionada Operación Félix, el plan consistía en una invasión de la España peninsular, así como la captura de Portugal, Gibraltar y el despliegue de bases operativas en Azores y Cabo Verde. Sin embargo, al contrario que Félix, Isabella asumía que las fuerzas españolas simpatizarían con las Fuerzas del Eje y la invasión de España solo comenzaría para ayudar a los españoles en el caso de una invasión aliada de la península ibérica. Para asegurar el flanco sur de la operación, la Wehrmacht también capturaría el puerto de Dakar de la Francia de Vichy en el norte de África. El objetivo estratégico de la operación sería prevenir que los británicos pudieran usar rutas de convoyes desde y hacia Oriente Medio e India, a través del Canal de Suez y Gibraltar y rodeando el Cabo de Buena Esperanza.